# 洪忻
洪忻（1533年—？），字守慶，山西蒲州軍籍定邊衛人，明朝政治人物。

## 生平
山西鄉試第八名舉人。嘉靖四十一年（1562年）中式壬戌科會試第二百二十五名，二甲第五十六名進士。历官河南開封府知府，隆慶六年（1572年）十一月升山东副使、分巡海右道，萬曆六年（1578年）四月降陕西右参议，管理榆林兵备，八年正月升本省副使。十二年九月復除陕西副使原职。

## 家族
曾祖洪景文；祖父洪璽；父洪九疇，典膳。前母郭氏；母馮氏；繼母馮氏。慈侍下。兄洪卜，听选官；洪惟。弟洪憢。子洪世胤，户部主事。